# Vol Thai Airways 231
Le 27 avril 1980, un Hawker Siddeley HS.748 effectuant le vol Thai Airways 231, un vol passager régulier reliant Khon Kaen à Bangkok, décroche avant de s'écraser à quinze kilomètres de l'aéroport, après être entré dans une zone orageuse, lors de son approche sur l'aéroport international Don Muang. On dénombre 44 morts parmi les 53 passagers et membres d'équipage à bord.

## Avion
L'appareil impliqué est Hawker Siddeley HS.748, immatriculé HS-THB et construit en 1964. Ce bi-turbopropulseur avait effectué 12 791 heures de vol au moment de l'accident.

## Accident
Le vol 231 a décollé de l'aéroport international de Khon Kaen (en), à destination de l'aéroport international Don Muang, à Bangkok, en Thaïlande. Après environ 40 minutes de vol, l'appareil entame la phase d'approche sur l'aéroport, prévoyant d'atterrir sur la piste 21R. Il est alors entré dans une zone de fortes précipitations, à l'intérieur d'un violent orage, à une altitude de 1 500 pieds (457 mètres). Environ une minute après être entré dans la tempête, un violent courant descendant a frappé l'arrière de l'appareil, ce qui a fait monter le nez, provoquant alors son décrochage.
L'avion a ensuite piqué du nez, alors que les pilotes tentaient de reprendre le contrôle de l'avion. Il s'est alors légèrement incliné sur la droite et était presque sorti du décrochage lorsqu'il s'est écrasé au sol. Il a ensuite glissé sur 155 mètres et s'est désintégré à l'impact, tuant sur le coup 44 passagers et membres d'équipage. Les neuf autres personnes à bord ont été grièvement blessées.

## Enquête
L'enquête révèle que, parmi les différentes causes pouvant avoir conduit au crash, figurent :
- Le radar météo à bord de l'appareil n'a pas été utilisé par les pilotes.

- L'équipage n'a pas réglé la radio de bord sur la fréquence du système ATIS, il n'a donc reçu aucune information concernant la tempête présente dans le secteur.

- Les pilotes ont cru, à tort, que voler avec les vecteurs radar était sûr, car ils pensaient que le radar du contrôle d'approche pouvait détecter l'orage et que le contrôle aérien ne guiderait pas l'avion au cœur de l'orage.

- Pendant l'approche, les pilotes n'ont pas réalisé qu'il y avait une deuxième cellule orageuse, plus violente que la précédente, derrière celle qu'ils ont observée.